# لسانيات إحاثية
اللغويات الإحاثية (بالإنجليزية: Paleolinguistics)‏ هو مصطلح يستخدمه بعض اللغويين لدراسة الماضي البشري البعيد بالوسائل اللغوية. بالنسبة لمعظم اللغويين التاريخيين، لا يوجد مجال منفصل مُحدّد للغويات الإحاثية. أولئك الذين يستخدمون هذا المصطلح بشكل عام هم من المدافعين عن الفرضيات غير المقبولة عمومًا من قبل اللغويين التاريخيين الرئيسيين.